# Dodie Clark
Dorothy Miranda Clark (* 11. dubna 1995 Enfield), známá pod mononymem Dodie, je britská zpěvačka a skladatelka z Eppingu v Essexu. Proslavila se jak covery, tak i vlastními originálními písněmi, které přidává na své dva YouTube kanály. Její tvorba se řadí do žánru popu, indie popu i Folku. Typická je pro ni hra na ukulele, hraje také na klavír a další nástroje. V listopadu 2017 vydala autobiografickou knihu Secrets for the Mad: Obsessions, Confessions and Life Lessons.

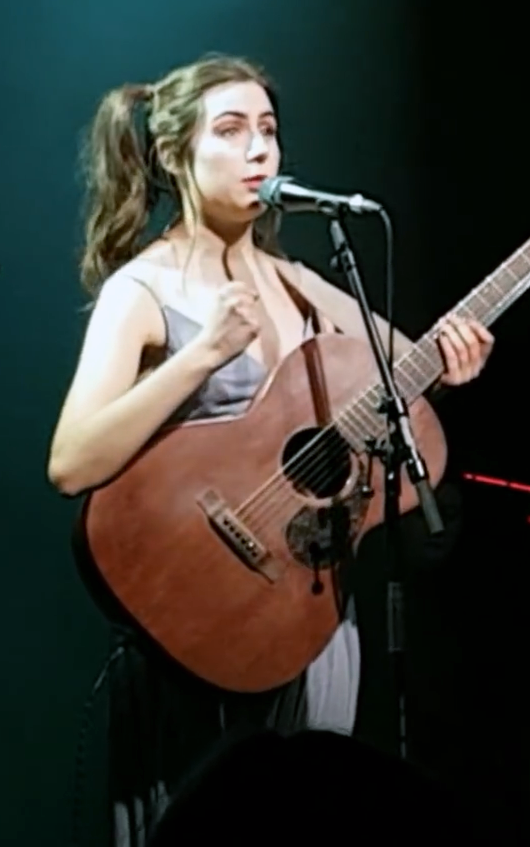
Vystoupení v La Madeleine v Bruselu (únor 2018)

Vydala čtyři desky - Intertwined (2016), You (2017), Human (2019) a Build a Problem (2021). Na písni "Human" spolupracovala s umělcem Tomem Walkerem. Samotná deska se umístila na 5. místě na UK Albums Chart, deska You na 6. místě.
Spolupracuje i s dalšími umělci jako Tessa Violet, Orla Gartland, Lauren Aquilina, Thomas Sanders, Jon Cozart ad.

## Kariéra
Na hlavním kanále "doddleoddle", kde překročila hranici 1,9 milionu odběratelů, má přes 180 videí. Je pojmenován podle zkomoleniny autorčiného jména z raného dětství - její strarší bratr jí nazval "doddleoddle", když se vrátila s matkou z porodnice. Její první video byla originální píseň "Rain" (2011).
Na vedlejším kanále "doddlevloggle", kde má více než 930 tis. odběratelů, má přes 170 videí (k březnu 2021).
Dodie má za sebou několik turné - první podnikla v roce 2014 společně s irským muzikantem Bryem, v lednu 2015 dělala předskokanku na turné Bethan Leadley. V letech 2015-2016 byla dvakrát na turné s Tessou Violet a v roce 2016 se účastnila turné s Jonem Cozartem a Rusty Claytonem.

## Osobní život
Dodie se narodila 11. dubna 1995 v Enfieldu v Londýně. Vyrůstala v rodinném domu se starším bratrem Iainem a mladší sestrou Heather "Hedy" , se kterou natočila několik videí. Sama o svém dětství říká, že bylo velmi šťastné.
Po ukončení školy se odstěhovala do Bathu společně s malířkou a youtuberkou Jamie Jo. V současné době bydlí v Londýně, kde dříve sdílela byt s youtuberem Evanem Edingerem.
Dodie je otevřená ohledně svojí bisexuality - první video na toto téma natočila v roce 2016. Toto téma zahrnuje i ve své tvorbě - jedna z jejich písní She se zabývá pocity zamilovanosti vůči jiné dívce a píseň Rainbow z debutového alba Build a problem (2021) mluví o pocitech pojících se specificky s bisexualitou a členstvím v LGBTQ komunitě.
Dodie též mluví ve svých videích, hudební tvorbě i knize o svém duševním zdraví. Zpěvačce byla diagnostikována depersonalizace/derealizace, která u ní následně způsobila depresi a úzkosti. Dodie se snaží zvýšit povědomí o této oblasti psychických problémů, například spoluprací s britskou charitou Unreal, která se depersonalizací zabývá.

## Diskografie
- Intertwined - EP (2016)
- You - EP (2017)
- Human - EP (2019)
- Build a Problem (2021)
- Hot Mess - EP (2022)